# Взлом серверов Sony Pictures Entertainment
Взлом серверов Sony Pictures Entertainment произошёл 24 ноября 2014 года. Злоумышленниками были похищены личные данные сотрудников SPE и членов их семей, содержимое внутренней электронной почты, информация о заработной плате, копии неизданных фильмов Sony и другая информация. Похищенные материалы были опубликованы группой хакеров «Guardians of Peace» («GOP»). Спецслужбы США обвинили правительство Северной Кореи в организации этой кибератаки. Руководство КНДР официально отвергло все обвинения. Личности хакеров неизвестны, как и наличие сообщников внутри Sony Pictures, которые могли предоставить доступ или информацию о компьютерной сети компании.
Хотя мотивы взлома до сих пор не выявлены, его связали с запланированным выхода художественного фильма «Интервью», в котором показана попытка покушения на лидера Северной Кореи Ким Чен Ына. От хакеров поступили угрозы совершения терактов, если фильм выйдет на экраны.

## Расследование инцидента
24 ноября 2014 года компьютеры компании «Sony Pictures Entertainment» были заражены вредоносной программой «Shamoon». В результате этого произошло обрушение всей компьютерной сети компании с массовым удалением файлов и главных загрузочных записей, что было описано как «компьютерное убийство». Делом Sony активно занимается ФБР, и виновных ещё предстоит установить. Во время написания этой заметки сотрудники студии получили новые угрозы на свои электронные адреса: на этот раз куда более страшные.
Я глава GOP, заставившей вас забеспокоиться. Стереть Sony Pictures с лица Земли — небольшая работа для нашей группы, являющейся международной организацией. То, что мы уже сделали, является лишь малой частью нашего плана. Вы ошибаетесь, если думаете, что кризис скоро закончится. Надежды оставят вас, и Sony Pictures ждёт крах. Ситуация зависит только от Sony Pictures. Sony Pictures продолжает цепляться за то, что не приносило никому добра с самого начала. Глупо ожидать, что Sony Pictures победит нас. Sony Pictures делает только бесполезные попытки. Сидящий рядом с вами может быть с нами заодно. Многие вещи за гранью вашего воображения произойдут в разных точках мира. Наши агенты будут действовать там, где это необходимо. Пожалуйста, отправьте своё имя на указанный ниже почтовый адрес, чтобы выразить протест против лжи компании. Если вы этого не сделаете, то не только вы, но и ваша семья окажется в опасности. Никто не сможет помешать нам, вы должны следовать нашим требованиям. Если вы хотите остановить нас, ваша компания должна вести себя мудро.

Из текста письма, разосланного сотрудникам Sony Pictures
27 ноября в сеть было выложено несколько фильмов «Sony Pictures», в том числе «Ярость», «Энни», «Уильям Тёрнер» и «Всё ещё Элис». Следствие рассматривало всех возможных подозреваемых к атаке, включая Северную Корею, официальные лица которой всячески отвергали причастность к этому делу, а в ЦТАК и вовсе заявили, что «не имеют представления о местонахождении Sony Pictures, а также причинах хакерской атаки на её штаб-квартиру». 1 декабря к расследованию подключилось ФБР. 8 декабря в Интернете всплыли дополнительные утечки, в том числе сообщения со словосочетанием «террористический фильм», воспринимаемым как отсылка к «Интервью». 11 декабря ответственность за атаку взяла на себя группа под названием «Хранители мира» (англ. Guardians of Peace), на ломаном английском потребовавшая запрета данного фильма и пригрозившая работникам «Sony» разглашением личной информации из их электронной почты.16 декабря хакеры вынесли предупреждение киноманам с угрозой напасть на любого, кто пойдёт на данный фильм в кинотеатры, призывая людей «вспомнить 11 сентября 2001 года». После этого руководители компании «Sony» объявили о том, что позволят владельцам кинотеатров не показывать фильм, если они того пожелают.  Позже в Интернет утекли личная переписка руководства компании c Анджелиной Джоли, Брэдом Питтом, Джорджем Клуни, материалы фильма «Звёздные войны: Пробуждение силы», сценарий предстоящего фильма о Джеймсе Бонде «007: Спектр», а также кадры из сцены смерти Ким Чен Ына из «Интервью».
В то же время, к расследованию хакерской атаки подключилось Федеральное бюро расследований, Правительство и Совет национальной безопасности США. 19 декабря в официальном пресс-релизе ФБР было сказано, что вредоносные программы имеют северокорейское происхождение, а нынешняя атака имеет связь с прежними случаями кибератак в отношении правительства США, вследствие чего ответственность за хакерскую атаку несёт правительство КНДР.

## Связи с премьерой «Интервью»
Между тем, 17 декабря показ фильма был отменён в Нью-Йорке в кинотеатре «Sunshine Cinema», а некоторые американские сети кинотеатров, в том числе «Landmark» и «Carmike Cinemas», заявили, что отказываются от проката «Интервью». Позже от показа фильма отказались компании «AMC Theatres», «Cinemark Theatres», «Cineplex Entertainment», «Regal Entertainment Group» и «Southern Theatres», во многом из-за опасения повторения теракта 2012 года в кинотеатре города Аврора (штат Денвер). В то же время, Франко и Роген отказались от всякой рекламы фильма, отменив ранее запланированные выступления, а «Sony» отозвала телевизионные трейлеры, отметив, что поддержит любое решение кинотеатров. Тогда, в Национальной ассоциации владельцев театров заявили о том, что не будут возражать против инициативы владельцев кинотеатров «задержать» фильм. В конечном итоге, в компании «Sony» заявили об отмене премьеры «Интервью», запланированной на 25 декабря, отметив, что «мы уважаем и понимаем решение наших партнеров, и, конечно, полностью разделяем их основной интерес в безопасности сотрудников и театра. Мы глубоко опечалены бесцеремонной попыткой пресечь распространение фильма и нанести ущерб нашей компании, нашим сотрудникам, и американской общественности. Мы стоим за наших режиссёров и их право на свободное выражение и крайне разочарованы таким результатом». Согласно новостному ресурсу The Wrap, кинокомпания получила следующие сообщения: 
Мы продемонстрируем вам, как раз в то время и в том месте, где будет показан фильм "Интервью", включая премьеру, какой горькой будет судьба тех, кто ищет развлечений. Очень скоро мир узнает, какой ужасный фильм создала Sony Pictures Entertainment. Мир будет полон страха. Вспомните 11 сентября. Мы советуем вам держаться подальше от тех мест и, если ваш дом находится рядом, лучше покиньте его. Все, что произойдет в ближайшие дни, называется жадностью Sony Pictures Entertainment. Весь мир будет осуждать Sony за это.
Также было сказано, что в обозримом будущем у компании нет никаких дальнейших планов выпуска фильм на любой платформе, в том числе на DVD. После этого, в компании «Alamo Drafthouse Cinema» в Далласе объявили о проведении бесплатного показа вышеупомянутого фильма «Команда Америка» в местах отменённого проката «Интервью».